# Arbonne
Arbonne é uma comuna francesa na região administrativa da Nova Aquitânia, no departamento dos Pirenéus Atlânticos. Estende-se por uma área de 10,59 km². Em 2010 a comuna tinha 2 343 habitantes (densidade: 221,2 hab./km²).